# Ngawang Chökyi Wongchuk Trinley Gyatsho

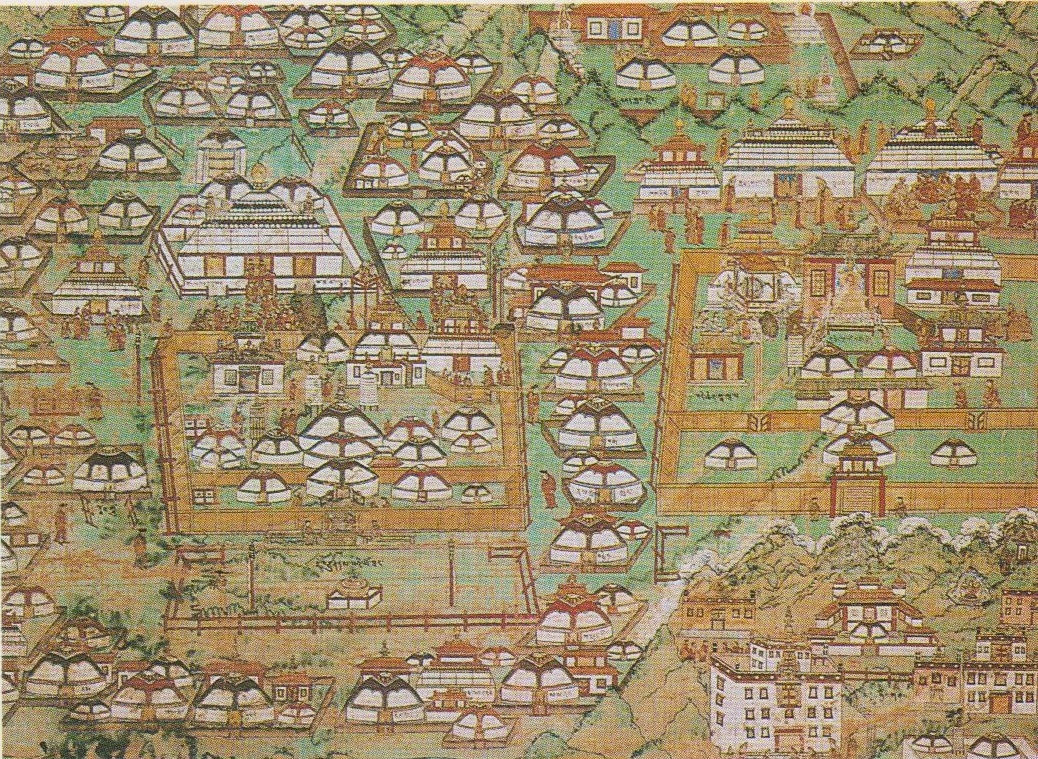
Urga in het midden van de 19e eeuw

Ngawang Chökyi Wongchuk Trinley Gyatsho (1850 - 1868) was de zevende jabzandamba van Mongolië en de vijfde van Tibetaanse afkomst. Ook hij werd geselecteerd via de loterijprocedure van de Gouden urn. In 1855 arriveerde hij in Urga, het huidige Ulaanbaatar. Hij toonde al vroeg een interesse in vele vormen van kunst.
Het bekendste verhaal over hem betreft een magische strijd die hij zou hebben uitgevochten met de sjamaan Setsen Khan Artased. In die strijd wist hij de door de sjamaan gecreëerde bliksemflitsen te absorberen en hem te dwingen zich tot het boeddhisme te bekeren.
Daarna zou hij echter door de zoons van de kort daarna overleden sjamaan verleid zijn tot het leiden van een liederlijk leven. Hij overleed aan de gevolgen van syfilis.